# Lophoura unilobulata
Lophoura unilobulata is een eenoogkreeftjessoort uit de familie van de Sphyriidae. De wetenschappelijke naam van de soort is voor het eerst geldig gepubliceerd in 2009 door Castro & Gonzalez.